# Анисимово (Новокузнецький район)
Ани́симово (рос. Анисимово) — село у складі Новокузнецького району Кемеровської області, Росія. Входить до складу Красулинського сільського поселення.

## Населення
Населення — 283 особи (2010; 271 у 2002).
Національний склад (станом на 2002 рік):
- росіяни — 92 %